# Nino Rota
Nino Rota (født 3. december 1911, død 10. april 1979) var en italiensk komponist. Han har skrevet 4 symfonier, balletmusik samt operaer, men er nok bedst kendt som filmkomponist.
Han har bl.a. skrevet musikken til The Godfather og The Godfather: Part II samt Franco Zeffirellis ungdommelige Shakespeare-film Romeo og Julie (1968) plus en lang række af Federico Fellinis film såsom Det søde liv (1960) og 8½ (1963).

## Udvalgte værker
- Symfoni nr. 1 (1935-1939) - for orkester
- Symfoni nr. 2 (1937-1940) - for orkester
- Symfoni nr. 3 (1957-1959) - for orkester
- Symfoni nr. 4 "Sopra una canzone d'amore" (Over en kærlighedssang) (1972) - for orkester
- "Il principe porcaro" (Porcaro prinsen) (1926) - opera
- "Ariodante" (1942) - opera
- 3 Klaverkoncerter (1960, 1962, 1978) - for klaver og orkester
- 2 Cellokoncerter (1972, 1973) - for cello og orkester
- Harpekoncert (1947) - for harpe og orkester
- "La dolce vita (Det søde liv) (1960) - af Federico Fellini
- "Romeo og Julie" (1968) - af Franco Zeffirelli - filmmusik
- "Roma" (1972) - af Federico Fellini - filmmusik
- "Godfather part 1 og 2" (1972, 1974) - af Francis Ford Coppola - filmmusik